# Caso Córdoba vs Paraguai
O Caso Córdoba versus Paraguai foi um processo julgado pela Corte Interamericana de Direitos Humanos em setembro de 2023.
O senhor Arnaldo Javier Córdoba vivia na Argentina com sua esposa, de nacionalidade paraguaia, com quem teve um filho (“D”) no ano de 2004. Em janeiro de 2006, a mãe levou a criança de Buenos Aires para a cidade de Atyrá, no Paraguai, sem o consentimento do pai. O senhor Córdoba, visando reencontrar o filho, iniciou um procedimento de restituição internacional perante as autoridades paraguaias. A mãe se opôs ao pedido, alegando ter sofrido violência durante o casamento e que a restituição poderia expor a criança a riscos.
Em junho de 2006, a decisão de primeira instância determinou a restituição ao pai, considerando que a transferência ocorreu de forma ilegal. Em agosto de 2006, o Tribunal de Apelação paraguaio confirmou integralmente a primeira sentença. Em setembro do mesmo ano, por meio de resolução confirmada pela Suprema Corte do Paraguai, decidiu-se pela designação de uma audiência de restituição. Todavia, a mãe não compareceu ao ato e desapareceu com a criança. Ela e “D” somente foram localizados no Paraguai pela Interpol no ano de 2015. À época, a criança manifestou interesse em continuar no país com a mãe, seu irmão e seu “pai de criação”.
Após sua localização, os tribunais paraguaios ordenaram uma medida cautelar de guarda em favor da tia materna de “D”, e fixaram um regime progressivo de relacionamento entre o pai, o filho e a família paterna.  Depois de diversas medidas de acompanhamento e perícia psicológica visando fortalecer a relação familiar, em março de 2017 foi decretada como medida cautelar a permanência de “D” no Paraguai, considerando os vínculos formados após tantos anos no país.
A Corte IDH considerou o Estado do Paraguai responsável pela violação dos direitos à integridade pessoal, à vida privada e familiar, à família e ao cumprimento das decisões judiciais, reconhecidas nos artigos 5.1, 11.2, 17 e 25.2.c da Convenção Americana sobre Direitos Humanos, em relação às obrigações estabelecidas nos artigos 1.1 e 2 do mesmo instrumento, em detrimento do senhor Arnaldo Javier Córdoba.

Quanto à ausência de uma lei interna paraguaia regulando o processo para restituição internacional, os juízes da Corte divergiram se esta omissão caracterizaria, ou não, uma violação ao artigo 2º da Convenção Americana. Os juízes Ricardo C. Pérez Manrique (Uruguai), Eduardo Ferrer Mac-Gregor Poisot (México) e Rodrigo Mudrovitsch (Brasil) apresentaram votos concorrentes argumentando que se trata de violação, e propondo como medida de reparação a adoção da referida lei pelo Paraguai. Segundo o voto do magistrado brasileiro, Rodrigo Mudrovitsch:
“17. A maioria dos casos que envolvem violações do artigo 2 da Convenção referem-se à existência de normas ou práticas contrárias aos direitos protegidos pela Convenção Americana e que tiveram impacto nos direitos dos indivíduos. Ora, não são apenas as ações do Estado que permitem ao Tribunal analisar as violações do artigo 2. Estas violações também podem ocorrer devido a omissões do Estado. Nesta lógica, a ausência ou insuficiência de um marco regulatório – especialmente jurídico – tem sido uma questão que a Corte tem abordado a partir de diversos contextos e violações de diferentes direitos reconhecidos na CADH, tudo isso em relação ao dever do Estado de adequar seu direito interno. [...]
22. No presente caso encontramo-nos numa situação que se enquadra precisamente na violação do artigo 2.º da Convenção face a um vazio regulamentar, nomeadamente: a falta de regulamentação adequada do processo de restituição internacional de meninos e meninas no Paraguai, o que levou à falta de eficácia no procedimento de restituição do filho do Sr. Córdoba. Em nossa opinião, a obrigação de regulamentação impôs ao Estado o dever de adotar uma lei que tornasse efetiva a proteção dos direitos dos pais e dos meninos e meninas em um procedimento de restituição. Esta obrigação decorre, em primeiro lugar, da própria Convenção de Haia, que é o tratado sob o qual foram interpretadas as obrigações relativas à restituição internacional, conforme observado na decisão, mas também das obrigações que surgem para os Estados, em virtude da Convenção Americana, a respeito da proteção dos direitos das crianças - não analisada no presente caso, devido à natureza do litígio -, ao direito à vida privada e familiar e ao direito à proteção da família.”
Os juízes Humberto A. Sierra Porto (Colômbia), Nancy Hernández López (Costa Rica) e Patricia Pérez Goldberg (Chile) apresentaram votos parcialmente dissidentes, discordando da referida tese. A juíza Verónica Gómez (Argentina) não votou no caso, de modo que, diante do empate, prevaleceu a primeira posição, do presidente da Corte, Ricardo C. Pérez Manrique. Assim, dentre outras medidas de reparação integral, a sentença determinou ao Estado do Paraguai: “(iii) adaptar seu ordenamento jurídico interno, através da aprovação de um projeto de lei que incorpore o que é prescrito pelos tratados internacionais e os padrões estabelecidas na sentença”.